# Ősszárnyúak
Az ősszárnyúak vagy ősi szárnyas rovarok (Palaeoptera) a szárnyas rovarok (Pterygota) alosztályának egy ősi ága. Legtöbb képviselőjük mára kihalt, két recens rendjük a kérészeké és a szitakötőké. Az újszárnyúaktól eltérően nyugalmi állapotban nem képesek arra, hogy szárnyukat (takarékosan) összecsukják a potrohuk fölött. Bár ez nem tűnik alapvető különbségnek, a szárny összehajtása és azok mozgatása repülés közben (indirekt szárnyizmokkal) olyan komplex folyamatok, amik egyértelműen a Neoptera monofiletikus voltára utalnak. A probléma az, hogy a szárny összehajtására képtelenség nem jelenti automatikusan, hogy az ősszárnyúak taxonómiai értelemben csoport lennének – jelentheti egyszerűen azt is, hogy ez maradt a csoportból, miután az újszárnyúakat kivettük belőle. Jelenleg tisztázatlan, hogyan is kapcsolódik a két recens ősszárnyú csoport (kérészek, szitakötők) a Neoptera taxonhoz: a három versengő hipotézis közül kettőben a Paleoptera parafiletikus (és így ellenjavallt taxonként szerepeltetni). Ha a kihalt rendeket is figyelembe vesszük, valószínűnek tűnik, hogy az ősszárnyúak taxon vagy megszűnik, vagy átalakítják úgy, hogy pontosabban kövesse a rovarok evolúcióját.

## Jellemzők
Az ősszárnyúak szárnya gazdagon erezett, nagy felületű, mivel direkt szárnyizmaikkal csak lassan tudják mozgatni szárnyaikat. Általában kiválóan manővereznek, de a nagy szárnyat nyugalmi állapotban nem tudják úgy elhelyezni, hogy az ne növelje meg
jelentősen testméretüket. Ezért a szűk helyekre nem férnek be, számos erőforrástól el vannak zárva. Lárváik fejlődése vízhez kötött, imágóik a szárazföldön élnek. Fokozatos átalakulással fejlődnek, lárváiknak olyan, speciális lárvakori szervei vannak, amik az imágókban már nincsenek meg. Az ilyen fejlődést félátalakulásnak (hemimetamorfózisnak) nevezzük, a
lárvatípus neve pedig másodlagos (szekunder) lárva.

## Fordítás
- Ez a szócikk részben vagy egészben  a   Palaeoptera című angol Wikipédia-szócikk ezen változatának fordításán alapul.  Az eredeti cikk szerkesztőit annak laptörténete sorolja fel. Ez a jelzés csupán a megfogalmazás eredetét és a szerzői jogokat jelzi, nem szolgál a cikkben szereplő információk forrásmegjelöléseként.